# I Will
"I Will" (Lennon/McCartney) är en låt av The Beatles från 1968.

## Låten och inspelningen
Det mest anmärkningsvärda med denna lilla ballad (inspelad 16–17 september) är kanske att den krävde hela 67 tagningar innan upphovsmannen Paul McCartney var nöjd. Låtens arrangemang var ju sådant att minsta misstag hördes. Under de många tagningarna slog man emellan med andra låtar som ofta förblivit outgivna. Paul kompades av Ringo på trummor och John på rytminstrument. Låten kom med på LP:n The Beatles, som utgavs i England och USA 22 november respektive 25 november 1968.

## Medverkande
- Paul McCartney – sång, akustisk gitarr, "sångbas"
- John Lennon – slagverk, cymbaler, maracas
- Ringo Starr – bongotrummor

Källa: Ian MacDonald